# Gorno Ablanovo
Gorno Ablanovo (bulgariska: Горно Абланово) är ett distrikt i Bulgarien.   Det ligger i kommunen Obsjtina Borovo och regionen Ruse, i den norra delen av landet, 220 km nordost om huvudstaden Sofia.
Trakten runt Gorno Ablanovo består till största delen av jordbruksmark. Runt Gorno Ablanovo är det ganska glesbefolkat, med 26 invånare per kvadratkilometer.